# マッソスポンディルス
マッソスポンディルス（Massospondylus）は、ジュラ紀前期に棲息していた小型～中型の植物食恐竜の一種。古竜脚類のひとつ。全長4m程度。
樽型の胴体、細長い首と尾を持つなど、大まかな特徴は近縁種（プラテオサウルスなど）によく似ているが、他種に比べると全体的にスマートな体型をしている。上顎の歯の形態が前後で異なるという特徴があり、前部の歯は頑丈でよく発達し、縁が鋸歯状を呈するのに対し、後部の歯は平らで非常に貧弱だった。また、ある化石からは腹腔部に胃石と思しき磨耗された石が確認されている。
学名は「伸びた脊椎」を意味する。

## 古生物学

人との大きさ比較

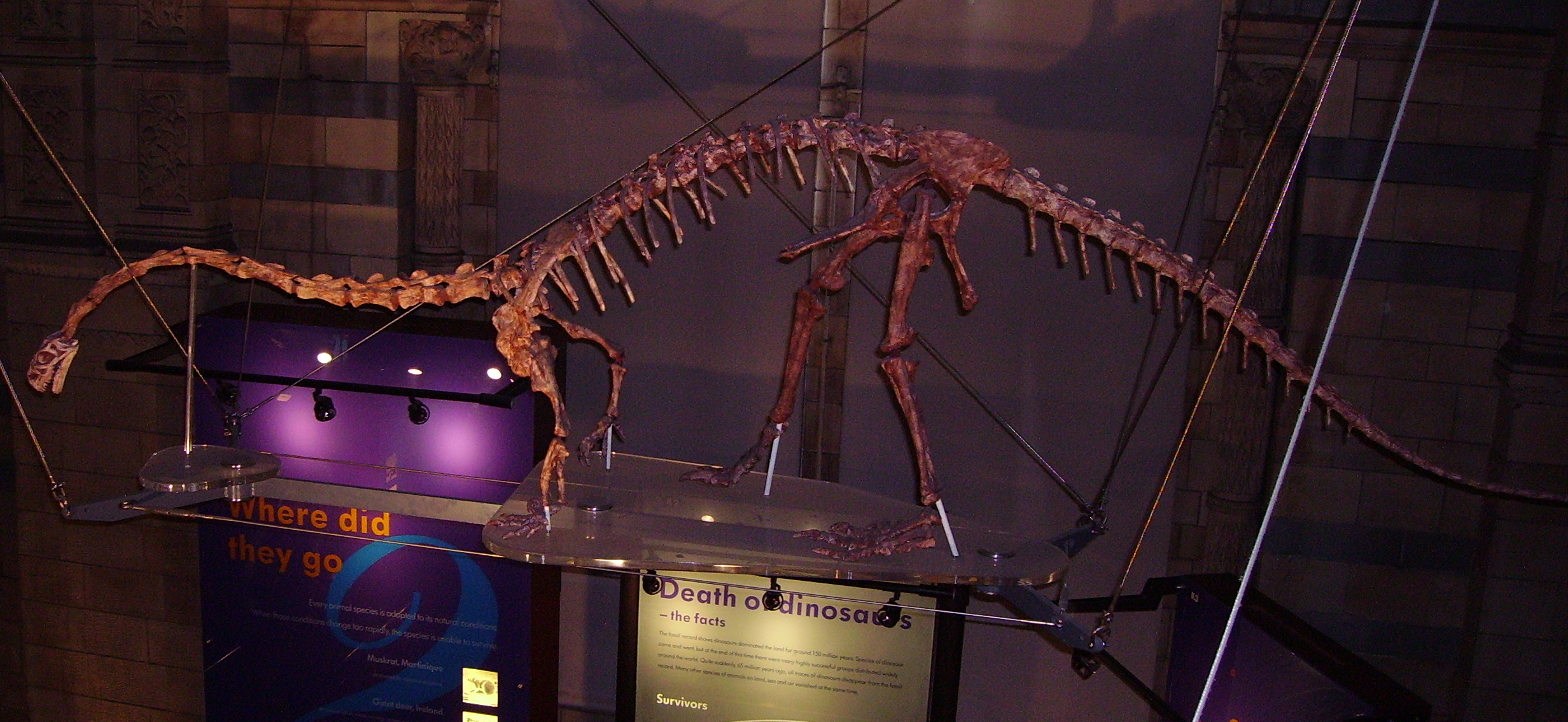
全身骨格

他の全ての恐竜と同じく、マッソスポンディルスの行動、色、生理機能を含む大部分の生態は謎に包まれている。しかし、最近の研究は成長の形態、主な食物、姿勢生殖、呼吸等の問題に関する推測を考慮している。

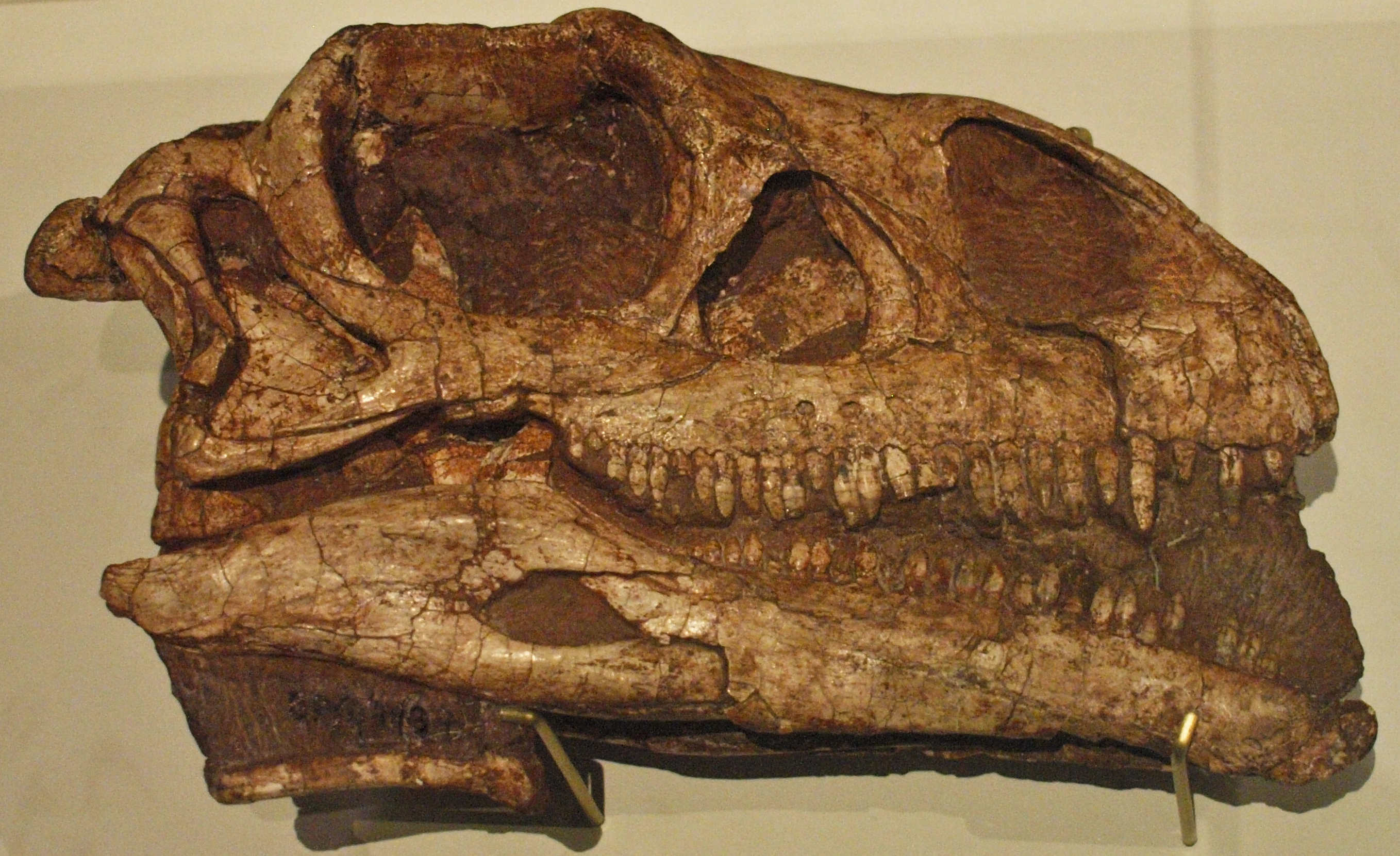
頭骨

2007年に、「マッソスポンディルスの腕は短すぎて口に届かないものの、外敵からの防御（腕で敵を叩き追い払う）、仲間内の争い、採食のいずれかに使用されていた可能性がある」という説が提唱された。マッソスポンディルスが持つ巨大な親指の鉤爪が、争ったり、木から植物質を剥いだり、掘ったり、グルーミングをする 際のいずれかに使われたのではないかという推測もある。